# 용천군 (왕족)
용천군 이수한(龍川君 李壽鷴, 1505년 6월 18일 ~ 1546년 2월 20일)은 조선 중기의 왕족으로 성종의 아홉째 서자 익양군 이회의 장남이다. 초명은 이수한(李壽閑)인데 뒤에 이수한(李壽鷴)으로 개명했다. 전성군 이변의 양자로 출계한 광천군 이수기(廣川君 李壽麒)의 친형이다.
처음 용천정(龍川正)에 봉작되었다가 1517년(중종 12) 12월 25일 중종이 특명으로 군으로 승진시켰다. 이때까지만 해도 그의 이름은 수한(壽閑)이었다. 당시 그는 미성년자였고 이조판서 남곤 등은 이미 대전이 반포되고 국법이 있는데, 특은으로 승진시킨 것은 불가하다고 아뢰었으나, 중종이 왕자군의 몇안되는 적장자라면서 듣지 않았다. 1546년(?) 2월 20일에 사망하자 예조의 계로 명종은 조회를 정지하였다.
용인이씨 이호민(李好敏)에게 출가한 그의 딸은 인조때까지 살아 있어서 특별히 소주(小主)에 봉작되었다. 인조실록에 의하면 예조의 건의로 그녀는 소주에 봉작되었다 하며, 승정원일기에 의하면 조카인 평림군(平林君) 등 6인의 정장(呈狀)을 올렸다 한다. 소주 이씨는 103세까지 생존하였다. 소주의 작위를 받았지만 작위 앞의 지명은 전하지 않는다.

## 가족 관계
- 아버지 : 익양군 이회(益陽君 李懷, 1488년 7월 1일 ~ 1552년 1월 20일)
- 어머니 : 순천군부인 영일정씨(順川郡夫人 迎日鄭氏, 1489년 11월 18일 ~ 1550년 10월 18일)
- 부인 : 청주한씨(淸州韓氏, 1488년 7월 14일 ~ 1566년 4월 3일), 부사 증 서원군(贈西原君) 한세창(韓世昌)의 딸
  - 딸 : 소주 이씨(小主李氏, 1529년 1월 ~ 1631)

## 같이 보기
- 익양군
- 청원도정

## 참고 자료
- 중종실록
- 명종실록